# Okudaira Nobumasa
Okudaira Nobumasa est un nom japonais traditionnel ; le nom de famille (ou le nom d'école), Okudaira, précède donc le prénom (ou le nom d'artiste).
Okudaira Nobumasa (奥平 信昌, 1555-11 avril 1615) est un daimyo de l'époque Sengoku et du début de l'époque d'Edo. Sa famille estimait être originaire de la province de Mikawa. Le clan descendait de Murakami-Genji par l'intermédiaire des Akamatsu.

## Biographie

### Appelé à l'origine Sadamasa
À sa naissance, Nobumasa est nommé « Sadamasa » (奥平 貞昌). Il est le fils de Okudaira Sadayoshi, une influente figure de Mikawa. La famille Okudaira est à l'origine obligée des Tokugawa, mais elle est forcée de se joindre à Takeda Shingen. Après la mort de ce dernier et l'avènement de Takeda Katsuyori à la tête du clan Takeda, Okudaira Sadamasa fait sortir ses hommes du château de Tsukude pour se rallier aux Tokugawa. Le frère et la femme de Sadamasa restent cependant otages des Takeda, en punition de ce que ceux-ci considèrent comme une trahison.
Tokugawa Ieyasu confie par la suite la défense du château de Nagashino à Sadamasa.

### Adoption du nom de Nobumasa
La décision de Sadamasa de quitter les troupes des Takeda avec ses hommes est l'un des déclencheurs de la bataille de Nagashino de 1575. Cette désertion énerve beaucoup Katsuyori. Il attaque alors le château de Nagashino avec une force de 15 000 hommes. Mais Sadamasa tient bon jusqu'à l'arrivée d'une force de renfort de l'alliance Tokugawa-Oda. Oda Nobunaga est alors tellement impressionné par le succès de Sadamasa dans la bataille qu'il lui offre l'honneur d'adopter une partie de son nom, « Nobu ». Sadamasa change ainsi son nom en Nobumasa.

### Récompenses pour ses services et sa loyauté
Tokugawa autorise Nobumasa à épouser sa fille aînée, Kame-hime, et il lui donne le château de Nagashino. En 1590, Nobumasa reçoit en plus celui de Miyasaki.
Nobumasa est nommé premier Kyoto shoshidai de l'époque d'Edo en 1600,.
Lorsqu'il quitte cette fonction un an plus tard, il est transféré à la tête du domaine de Kanō dans la province de Mino. Il fait bâtir le château de Kanō à Gifu et ordonne la construction du Kanō Tenman-gū.

## Source de la traduction
- (en) Cet article est partiellement ou en totalité issu de l’article de Wikipédia en anglais intitulé « Okudaira Nobumasa » (voir la liste des auteurs).